# エドワード・デイズ
エドワード・デイズ（Edward Dayes、1763年8月6日 -  1804年5月）はイギリスの画家、版画家である。風景や、同時代の出来事などを題材にした絵画、版画を残した。

## 略歴
ロンドンで生まれた。ロンドンの画家、版画家のウィリアム・ペザー（William Pether: c.1738–1821）から絵を学び 、1786年に初めて、ロイヤル・アカデミー・オブ・アーツの展覧会に肖像画と風景画を出展し、その後の3年間続けてミニアチュールや風景画を出展し、生涯では64点の作品を出展した。ロイヤル・アカデミー・オブ・アーツの母体となった団体で1791年まで展覧会を開いていた芸術家協会（Society of Artists）の展覧会にも出展している。
王族のヨーク・オールバニ公付きの画家として働いた。
イングランドの北西部の湖水地方やウェールズなどイギリス各地の風景を描いた作品が多く、風景画には、古城などの廃墟や建物も描かれた。同時代の出来事も描いた。1798年以降は聖書を題材にした作品も描いた。作品はフランシス・ジュークス（Francis Jukes: 1745–1812)といった版画家や、デイズ自身によって版画にされ出版された。
1804年に自殺したとされる。没後に未亡人のためにデイズの作品集が E. W. Bradleyによって編集され出版された。没後絵画の手引書も出版された。弟子にはトーマス・ガーティン（1775- 1802）がいた。

## 作品

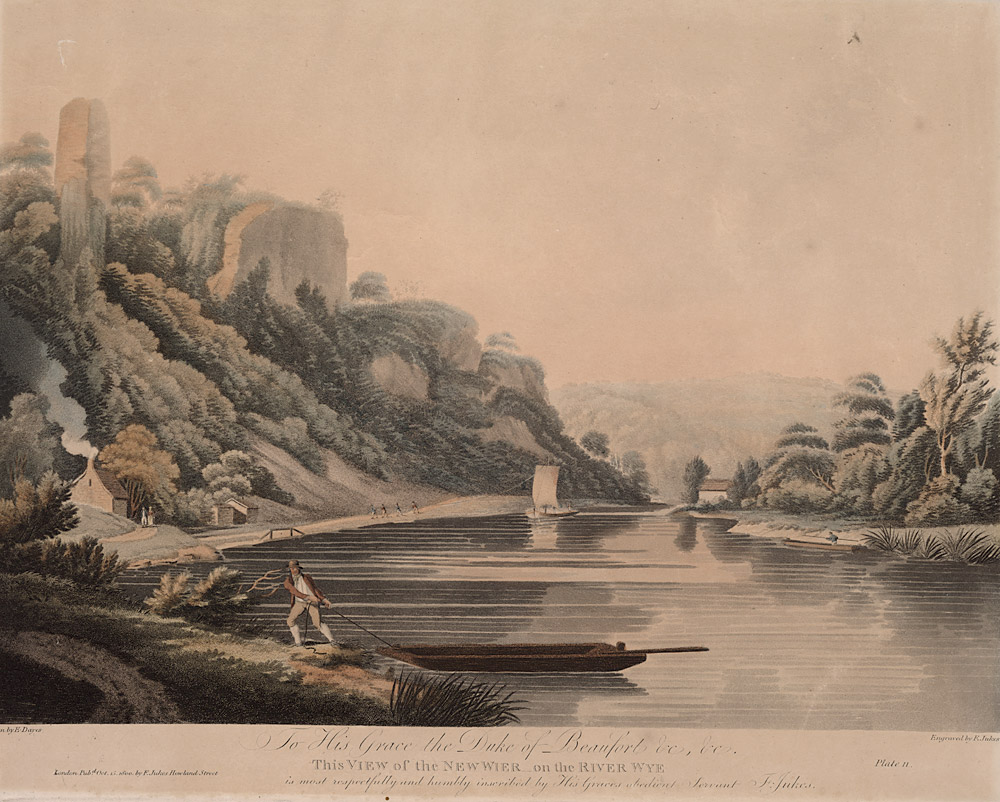
ワイ川の風景 (1800) F.ジュークスが版画化
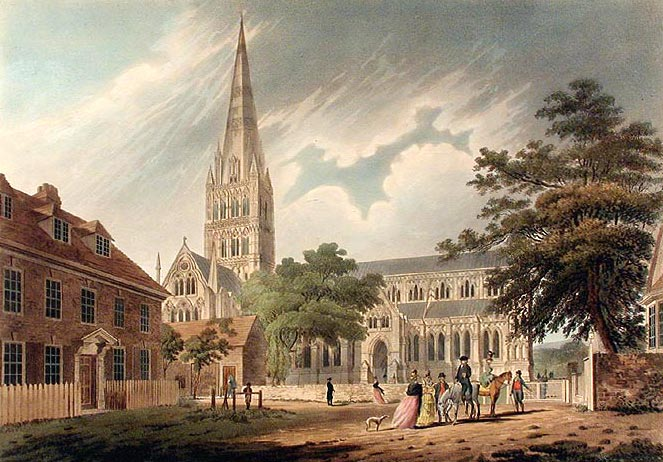
ソールズベリー大聖堂 (1798) F.ジュークスが版画化
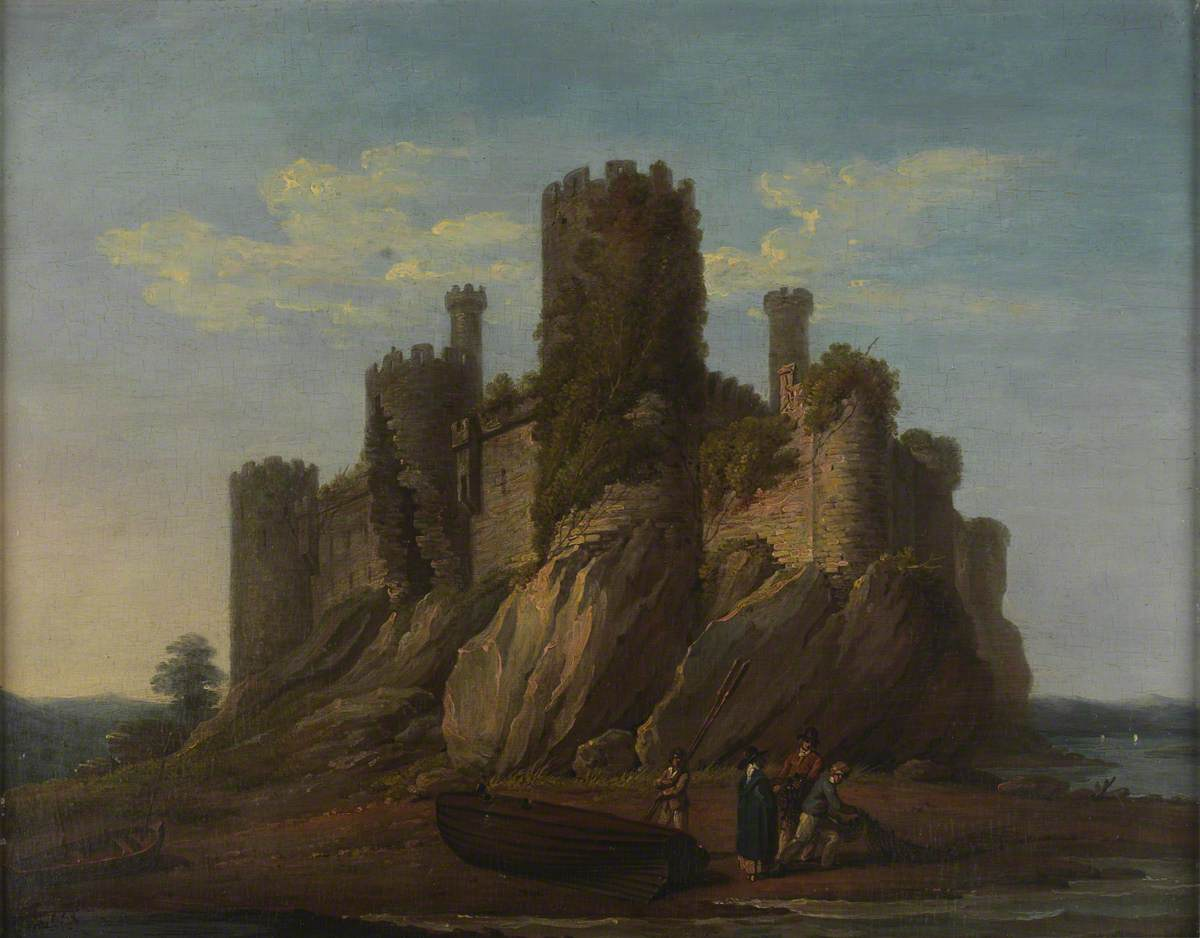
"Harlech Castle" (1803)
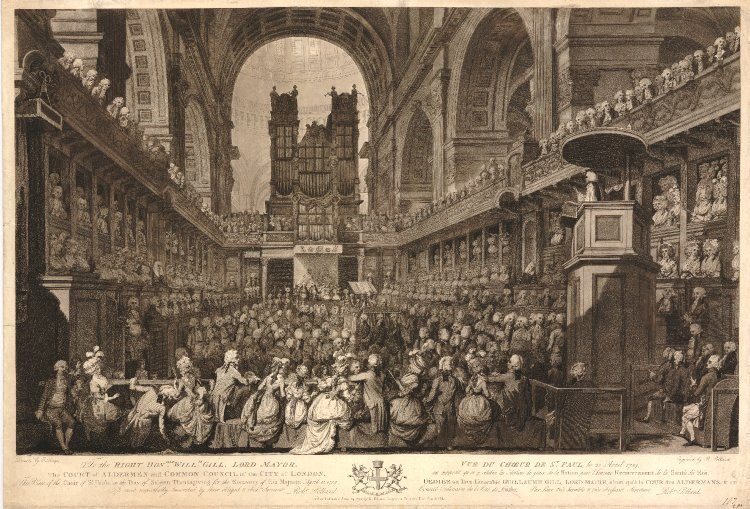
ジョージ3世の病気回復を祝う式典 (1890) Robert Pollardが版画化